# Гребенское казачье войско
Гребенско́е каза́чье войско — казачье войско, сформированное в 1711 (1712?) году в составе вооружённых сил Русского государства из гребенских казаков. С 1721 года Гребенское казачье войско в составе иррегулярных войск Российской империи в подчинении Военной коллегии. Со временем, в результате множества переформирований, это войсковое соединение в качестве полка (1-й Кизляро-Гребенской, имени генерала Ермолова полк) вошло в состав Терского казачьего войска Русской императорской армии.

## Предыстория
В XVI—XVII веках гребенские казаки относились к сословию, фактически существовавшему за пределами Русского государства — так называемым вольным (воровским) казакам. Московское правительство в период правления Ивана IV, Фёдора I, Алексея I Михайловича и др. снабжало их оружием и боеприпасами, преследуя цель усилить своё влияние на Северо-Восточном Кавказе. Проводя политику защиты южных границ и расширяя экспансию в этом направлении, Москва поддерживала гребенских казаков в местных конфликтах и использовала их в конфронтациях со своими основными геополитическими противниками на Кавказе — Османской Турцией (с её вассалом Крымским ханством) и Сефевидским Ираном.
На Северо-Восточном Кавказе союзниками Турции или Ирана периодически выступали государственные образования дагестанцев (Казикумухское и Тарковское шамхальства, Тюмень) и ногайцев (Большая и Малая ногайские Орды), а также некоторые дагестанские и нахские горные общества. В начале XVIII века гребенские казаки переселились на левый берег Терека и приняли российское подданство. В начале XVIII века гребенские казаки стали российскими подданными и для правительства России встал вопрос о создании из их вооружённых формирований воинского соединения в составе армии Петра I.

## Формирование
В 1711 году гребенцы участвовали в походе графа Ф. М. Апраксина против Малой ногайской Орды (старорусск. Казыев улус, Малые Ногаи, Кубанские татары). Граф выступил на Кубань из Терского города и с помощью кабардинцев и гребенских казаков «сильно погромилъ» малых ногайцев. Тогда же он уговорил гребенцов переселиться с правого берега Терека на левый. В 1712 году гребенские казаки переселились на левобережье Терека в район острога Терка/Терки (Сунженский острог). После переселения гребенцов на левобережье, из них сформировали Гребенское казачье войско. Вхождение в состав иррегулярных войск Российской империи произошло либо в 1711 году, либо в 1712 году.
22 декабря 1720 год (2 января 1721 года), согласно именному указу Петра I, объявленному Сенату кабинет-секретарём А. В. Макаровым, Гребенское казачье войско, совместно с Яицким казачьим войском и Саратовским драгунским эскадроном, было подчинено астраханскому губернатору А. П. Волынскому:

«Гребенскихъ и Яицкихъ казаковъ подчинить Астраханскому Губернатору Господину Волынскому, тако жъ драгунской Саратовской эскадронъ, которой былъ при Аюкѣ Ханѣ, указалъ Его Величество взять въ Астрахань и сдѣлать с тамошними драгунской полкъ, какъ по генеральному опредѣленію въ Воинской Коллегіи учинено, а чего не достанетъ чтобъ набрать въ комплектъ изъ Астраханской Губерніи.»
— ПСЗ. Т VI, 1830 (указ № 3694).
3 (14) марта 1721 года, согласно именному указу Петра I, объявленному Сенату генерал-адмиралом, графом Ф. М. Апраксиным, все казаки и казачьи войска были подчинены высшему органу военного управления в Российской империи — Военной Коллегии.

«Великій Государь указалъ: Донскимъ и Яицкимъ и Гребенскимъ казакамъ во всѣхъ управленіяхъ быть въ вѣденіи въ Военной Коллегіи.»
— ПСЗ. Т VI, 1830 (указ № 3750).

## Переформирования
- 23 июля 1746 года — Гребенское казачье войско было соединено с Терско-Семейным казачьим войском, под общим названием «Гребенское» (1 п. с. з. XII. 9308)[7].
- 31 июля 1755 года — Терско-Семейное казачье войско было выделено из Гребенского в самостоятельное войсковое соединение (1 п. с. з. XVI. 11824)[7].
- 5 мая 1776 года — Волжское/Волгское, Гребенское, Терское-Кизлярское и Терское-Семейное казачьи войска, а также Моздокский и Астраханский казачьи полки были соединены в Астраханское казачье войско (1 п. с. з. XX. 14464).
- 24 апреля 1777 года — к Астраханскому казачьему войску присоединили Хопёрский казачий полк (1 п. с. з. XX. 14607).
- 11 апреля 1786 года — из состава Астраханское казачьего войска все выше указанные соединения были выведены (кроме Астраханского казачьего полка) и составили, так называемых, «поселённых казаков Кавказской линии»[8].
- 1832 год — все «поселённые на Кавказской линии казаки», точнее полки и войска (кроме Черноморского) были объединены в одно войско и стали называться Кавказское линейное казачье войско. Гребенское казачье войско было переименовано в «Гребенской казачий полк» (2 п. с. з. VII. 5698)[9].
- 14 февраля 1845 года — утверждено положение о составе Кавказского линейного казачьго войска, согласно которому Гребенской казачий полк определялся в 8-ю бригаду, совместно Кизлярским и Моздокским казачьими полками[10].

## Боевой путь
- В 1716—1717 годах гребенские казаки, возглавляемые атаманом Басмановым, в составе российской армии в Хивинском походе — военной экспедиции в Хивинское ханство, под командованием князя А. Бекович-Черкасского[2].
- В XVIII—XIX веках гребенские казаки принимали участие в череде Русско-турецких войн[2].
- В 1817—1864 годах участвовали в Кавказской войне[2].

## Командование
В XVI — начале XVIII веков во главе общины гребенских казаков стоял войсковой круг, на котором избирали атамана и прочих должностных лиц. После вхождения в состав Русского государства при Петре I и формирования в 1711 (1712?) году Гребенского казачьего войска, некоторое время такая вольная система самоуправления сохранялась. Но в 1723 году этот порядок был отменён — атаманов во все казачьи войска стали назначать по решению императора (рус. дореф. «Его Императорскаго Величества указомъ») и именовать наказными.

## Войсковые регалии
- 20 марта 1727 года — Гребенскому, совместно с Терским казачьим войском, пожалованы знамёна (1 п. с. з. VII. 5042)[7].
- 10 июня 1774 года — Гребенскому, также, совместно с Терским казачьим войском пожаловано 19 однокосичных и 36 двукосичных значков (Табл. мунд. знам. и др. зн. отл. Р. а. т. II)[8].
- 21 сентября 1831 года — Гребенскому войску, наряду с шестью казацкими полками, пожалованы простые знамёна «За отличие в Турецкую войну и за дела, бывшие против Горцев в 1828 и 1829 годах и за взятие Анди и Дарго» (Выс. пр. с. ч.)[9].

Обмундирование. 16 января 1831 года в полках и войсках «поселённых казаков Кавказской линии» впервые установлена форма обмундирования в виде черкесок (Ист. оп. од. и воор. Р. в. т. XXX).

## Кавказская линия
В 1711 году граф Ф. М. Апраксин уговорил гребенцов переселиться с правого берега Терека на левый и образовать своими городками линию, которая «послужила бы связью между ниж. Кабардой и гор. Теркомъ». В связи с этим фактом, «Военная энциклопедія» 1912 года считает графа Ф. М. Апраксина основателем Кавказской пограничной линии Российской империи. Переселившись на левый берег Терека в 1711 (1712?) году гребенцы основали пять укреплённых городков — Червленный (главный городок), Щедринский, Старогладковский, Новогладковский и Курдюковский. Позднее некоторые из этих поселений переносили от Терека на несколько километров (современными наследниками этих городков являются, соответственно, станицы Червлённая, Старо-Щедринская, Старогладовская, Гребенская и Курдюковская).
Гребенцы своими городками-станицами не только положили начало созданию Кавказской укреплённой линии России, но, в дальнейшем, активно участвовали в строительстве в составе этой линии крепостей: в 1735 году Кизляра, а в 1763 году Моздока. Русский писатель и мыслитель Л. Н. Толстой, в одной из своих повестей о Кавказе, так описал участок Кавказской линии в районе станиц гребенцов:

«От станицы до станицы идет дорога, прорубленная в лесу на пушечный выстрел. По дороге расположены кордоны, в которых стоят казаки; между кордонами, на вышках, находятся часовые.»
— Л. Н. Толстой «Казаки (Кавказская повесть 1852 года)», 1863.